# 圣迪迪耶苏里沃里
圣迪迪耶苏里沃里（法語：Saint-Didier-sous-Riverie，法語發音：[sɛ̃ didje su ʁivʁi]，意为“里沃里下方的圣迪迪耶”）是法国罗讷省的一个旧市镇，属于里昂区。2017年，圣迪迪耶苏里沃里与临近的2个市镇合并为新市镇沙巴尼耶尔。

## 地理
圣迪迪耶苏里沃里（45°35'48"N, 4°36'30"E）面积13.9 平方千米，位于法国奥弗涅-罗讷-阿尔卑斯大区罗讷省，该省份为法国中东部省份，北起顺时针与索恩-卢瓦尔省、安省、里昂大都会、伊泽尔省和卢瓦尔省接壤。
与圣迪迪耶苏里沃里接壤的市镇（或旧市镇、城区）包括：圣安德烈拉科特、圣约瑟夫、圣马丹拉普莱讷、雅雷地区圣罗曼、莫尔南、里沃里、圣卡特琳、圣莫里斯-叙达尔瓜尔、圣索尔兰。
圣迪迪耶苏里沃里的时区为UTC+01:00、UTC+02:00（夏令时）。

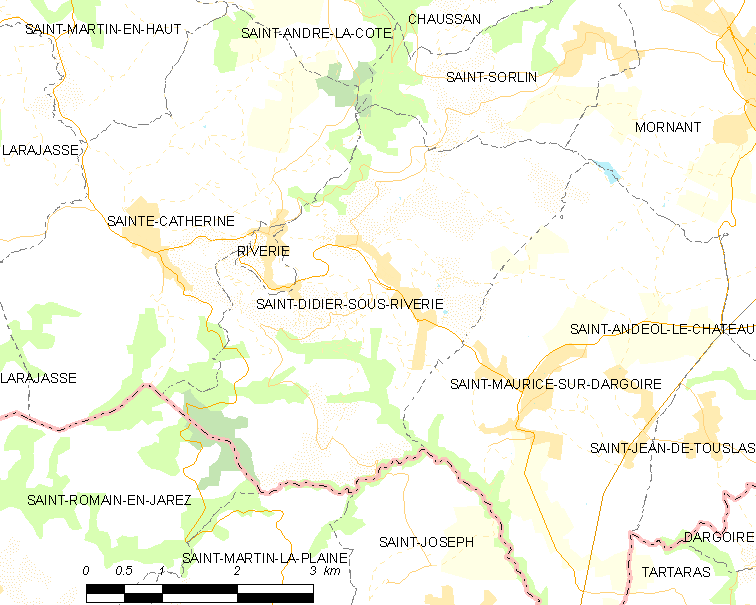
圣迪迪耶苏里沃里的OSM定位图

## 行政
圣迪迪耶苏里沃里的邮政编码为69440，INSEE市镇编码为69195。

## 政治
圣迪迪耶苏里沃里所属的省级选区为莫尔南县。

## 人口

1962-2008年间圣迪迪耶苏里沃里人口变化图示

圣迪迪耶苏里沃里于2018年1月1日时的人口数量为1277人。